# Bro socken, Västmanland
Bro socken i Västmanland ingick i Åkerbo härad, uppgick 1939 i Bro och Malma socken och är sedan 1971 en del av Köpings kommun, från 2016 inom Himmeta-Bro distrikt och Kolsva distrikt.
Socknens areal är 107,14 kvadratkilometer, varav 101,59 land. År 1939 fanns här 1 757 invånare. Sockenkyrkan Bro kyrka ligger i socknen.

## Administrativ historik
Bro socken har medeltida ursprung.
Vid kommunreformen 1862 övergick socknens ansvar för de kyrkliga frågorna till Bro församling och för de borgerliga frågorna till Bro landskommun. Jordeboksocknen uppgick 1939 i Bro och Malma socken. Landskommunen uppgick 1939 i Bro-Malma landskommun som  1950 namnändrades till Kolsva landskommun som 1971 uppgick i Köpings kommun. Församlingen uppgick 1943 i Bro-Malma församling, namnändrad 1950 till Kolsva församling. 1995 utbröts södra delen inklusive sockenkyrkan till Himmeta-Bro församling som 2010 uppgick i Malma församling.
1 januari 2016 inrättades distrikten Himmeta-Bro och Kolsva, med samma omfattning som motsvarande församlingar hade 1999/2000 och fick 1995, och vari detta sockenområde ingår.
Socknen har tillhört fögderier, tingslag och domsagor enligt vad som beskrivs i artikeln Åkerbo härad. De indelta soldaterna tillhörde Västmanlands regemente, Livregementets grenadjärkår och Livregementets husarkår.

## Geografi
Bro socken ligger nordväst om Köping med Hedströmmen i öster. Socknen är en slättbygd i söder och en kuperad skogsbygd i norr.<
Bro socken gränsar i söder till Björskogs socken, i väster och nordväst  Västra Skedvi socken och i sydväst till Himmeta socken. På en kort sträcka söder om Västlandasjön gränsar sockenområdet till Medåkers socken.
Kolsva järnbruk låg inom socknens område i norr.

## Fornlämningar
Från järnåldern finns gravhögar och en fornborg, Bolströ borg.

## Namnet
Namnet (1338 Bro) kommer troligen från prästgården och innehåller bro. Bron kan avse en bro över Hedströmmen eller alternativt en vägbank över en sankmark.

## Befolkningsutveckling
| Befolkningsutvecklingen i Bro socken, Västmanland 1780–1940                                             | Befolkningsutvecklingen i Bro socken, Västmanland 1780–1940 | Befolkningsutvecklingen i Bro socken, Västmanland 1780–1940 | Befolkningsutvecklingen i Bro socken, Västmanland 1780–1940 | Befolkningsutvecklingen i Bro socken, Västmanland 1780–1940 |
| --- | ----------------------------------------------------------- | ----------------------------------------------------------- | ----------------------------------------------------------- | ----------------------------------------------------------- |
| |                                                             |                                                             |                                                             |                                                             |
| År |                                                             |                                                             | Folkmängd                                                   |                                                             |
| 1780 | 1780                                                        |                                                             | 867                                                         |                                                             |
| 1790 | 1790                                                        |                                                             | 904                                                         |                                                             |
| 1800 | 1800                                                        |                                                             | 915                                                         |                                                             |
| 1810 | 1810                                                        |                                                             | 890                                                         |                                                             |
| 1820 | 1820                                                        |                                                             | 892                                                         |                                                             |
| 1830 | 1830                                                        |                                                             | 1 043                                                       |                                                             |
| 1840 | 1840                                                        |                                                             | 1 091                                                       |                                                             |
| 1850 | 1850                                                        |                                                             | 1 194                                                       |                                                             |
| 1860 | 1860                                                        |                                                             | 1 324                                                       |                                                             |
| 1870 | 1870                                                        |                                                             | 1 434                                                       |                                                             |
| 1880 | 1880                                                        |                                                             | 1 646                                                       |                                                             |
| 1890 | 1890                                                        |                                                             | 1 791                                                       |                                                             |
| 1900 | 1900                                                        |                                                             | 1 926                                                       |                                                             |
| 1910 | 1910                                                        |                                                             | 1 854                                                       |                                                             |
| 1920 | 1920                                                        |                                                             | 1 739                                                       |                                                             |
| 1930 | 1930                                                        |                                                             | 1 640                                                       |                                                             |
| 1940 | 1940                                                        |                                                             | 1 774                                                       |                                                             |
| Anm: Källor: Umeå universitet - Tabellverket 1749-1859, Demografiska databasen, CEDAR, Umeå universitet |                                                             |                                                             |                                                             |                                                             |